# Anna Maria Mozartová
Anna Maria Walburga Mozartová, rozená Pertl(ová) (25. prosince 1720 v St. Gilgen v Rakousku – 3. července 1778 v Paříži), byla matka hudebního skladatele Wolfganga Amadea Mozarta a Marie Anny Mozartové.

## Život

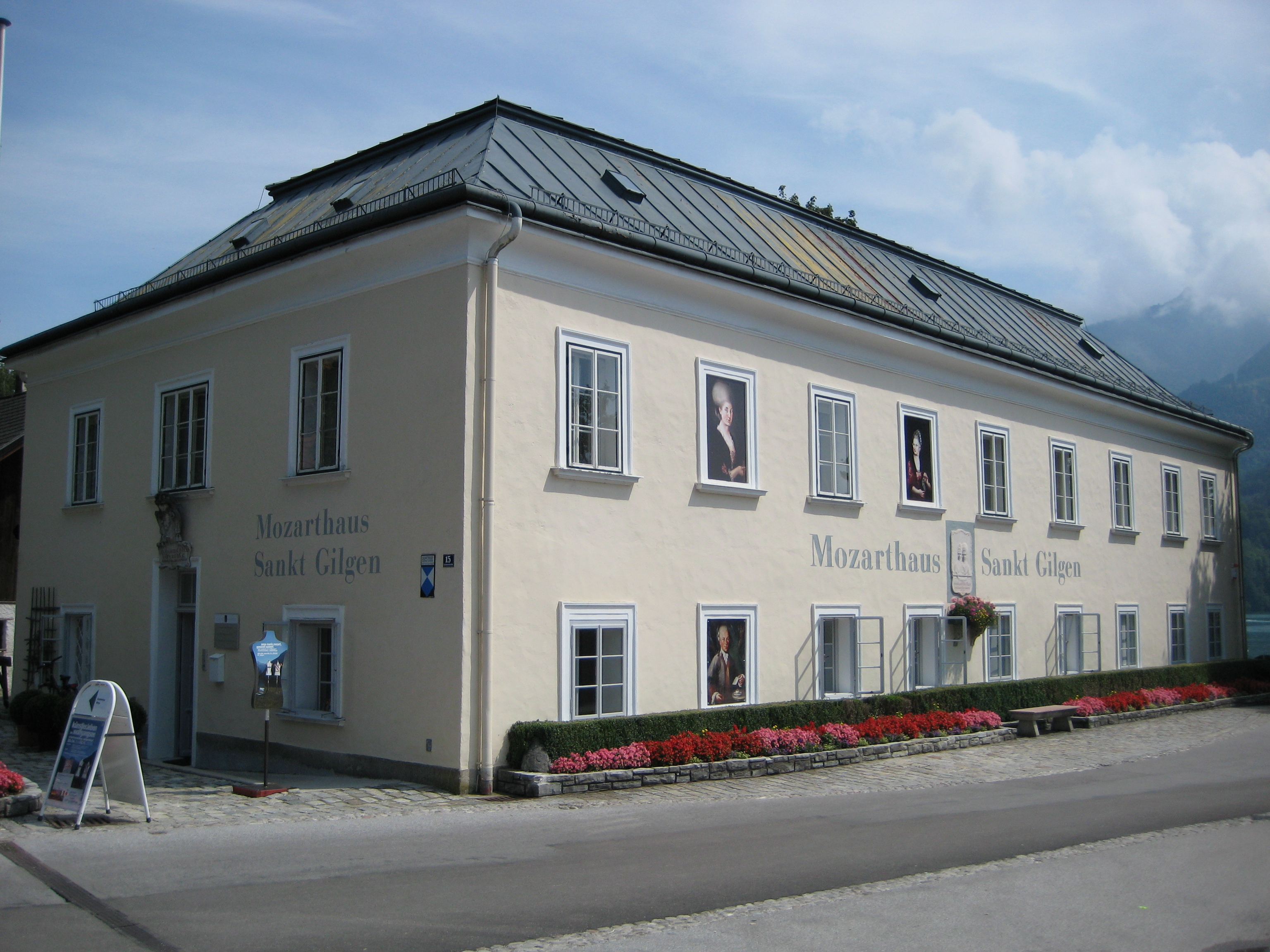
Rodný dům Anny Marie v Sankt Gilgenu

Její rodiče byli Wolfgang Nicolaus Pertl, zástupce prefekta Hildensteinu a jeho manželka Eva Rosina. Roku 1747 se Anna Marie vdala za hudebníka a hudebního skladatele Leopolda Mozarta, s nímž měla sedm dětí. Z důvodu tehdejší vysoké úmrtnosti malých dětí, se však dospělosti nedožilo pět z nich. Jejich dcera Maria Anna Mozartová (zvaná „Nannerl“ / Nanynka) byla talentovaná hudebnice, její schopnosti však byly brzo zastíněny úspěchy jejího geniálního mladšího bratra. Obě děti pak s otcem Leopoldem cestovaly a koncertovaly po celé Evropě, především u dvorů tehdejších panovníků.
Anna Maria Mozartová doprovázela svého syna na několika turné, když nebyl její muž uvolněn svým zaměstnavatelem, salcburským arcibiskupem, na cesty.
Anna Maria Mozartová zemřela na chřipku 3. července 1778 v Paříži, během synova turné po Francii.